# Río Casoio
Río Casoio är ett vattendrag i Spanien.   Det ligger i provinsen Provincia de Ourense och regionen Galicien, i den nordvästra delen av landet, 300 km nordväst om huvudstaden Madrid.